# Herinneringsmedaille voor Vrijwilligers uit de Provincie Limburg
De Herinneringsmedaille voor Vrijwilligers uit de Provincie Limburg, (Duits: Erinnerungsmedaille für die Freiwilligen aus der Provinz Limburg) was een onderscheiding van de keizer van het Heilige Roomse Rijk. De onderscheiding werd in 1790 in twee graden ingesteld.
De stichter was keizer Leopold II. Deze Habsburgse heerser was ook landsheer van de Zuidelijke Nederlanden, met daarbij ook Oostenrijks Gelder met de stad Roermond. In Keizers-Brabant, en vervolgens in de andere Zuid-Nederlandse gewesten was in 1790 een volksopstand, de Brabantse Omwenteling, uitgebroken tegen het bewind van de Habsburgers. De Limburgse vrijwilligers werden daar, en in de in 1792 ontbrande strijd tegen het revolutionaire Frankrijk ingezet.
Voor officieren was er een ronde gouden medaille. De onderofficieren en manschappen droegen een ronde zilveren medaille.
Op de voorzijde staat het portret van Leopold II met het omschrift LEOPOLDVS·II·AVG·DVX·LIMBVRGI· (Latijn voor: "Leopold II Keizer, Hertog van Limburg") Op de keerzijde staat binnen een krans van lauweren en eikenblad de opdracht FIDIS·FORTIBVSQVE·VOLVNTARIIS·LIMBVGENSIBVS· PALMA·MDCCXC· (
Latijn voor: "Voor de trouwe en dappere Limburgse vrijwilligers de palmen van 1790").
De medaille werd aan een helderrood lint met twee korenbloemblauwe strepen in het knoopsgat van de jas of op de linkerborst gedragen. De onderscheiding dateert nog van voor de invoering van het traditionele Oostenrijkse driehoekig lint.